# ماريو بيسكيرا
لويس ماريو بيسكيرا مارتينيز (بالإسبانية: Mario Pesquera)‏ (مواليد 13 أبريل 1952 في ليون في إسبانيا، هو مدرب في منتخب إسبانيا لكرة السلة.

## روابط خارجية
- ماريو بيسكيرا على موقع الدوري الإسباني لكرة السلة (الإسبانية)
- ماريو بيسكيرا على موقع أوليمبيديا (الإنجليزية)